# Giulio Cesare Scaligero
Giulio Cesare Scaligero, znany jako Jules César Scaliger (ur. 23 kwietnia 1484, zm. 21 października 1558) – włoski humanista.
Pisał po łacinie. Bronił Arystotelesa i Cycerona w polemice z Erazmem (Oratio pro Cicerone contra Erasmum). Filolog, poeta i lekarz. Jego synem był Joseph Scaliger.